# Де Ла Гарза, Медисон
Медисон Де Ла Гарза (англ. Madison De La Garza, род. 28 декабря 2001) — американская актриса, наиболее известная своей ролью Хуаниты Солис, дочери Габриэль Солис и Карлоса Солиса в сериале «Отчаянные домохозяйки». Также она снялась в ситкоме 2014 года «Очень плохая училка».

## Биография
Медисон Де Ла Гарза родилась в семье Эдди де ла Гарза и Дайаны Бонхё Харт де ла Гарза. По материнской линии у неё есть старшие сестры, певица и актриса Деми Ловато и Даллас Ловато.

## Личная жизнь
Де Ла Гарза состоит в отношениях с актёром Райаном Митчеллом. Их дочь, Сиомара, родилась 27 сентября 2024 года при помощи экстренного кесарева сечения и умерла в тот же день.

## Избранная фильмография
| Год       | Название                         | Персонаж                       | Примечания                    |
| --------- | -------------------------------- | ------------------------------ | ----------------------------- |
| 2008      | Jonas Brothers: Living The Dream | Играет саму себя               | 1-й эпизод                    |
| 2008—2012 | Отчаянные домохозяйки            | Хуанита Солис                  | 63 эпизода                    |
| 2009      | Дайте Санни шанс                 | Young Sonny as a Blossom Scout | 1-й эпизод — 'Cookie Monster' |
| 2009      | Программа защиты принцесс        | эпизодическое появление        |                               |
| 2014      | Очень плохая училка              | Келси                          |                               |
| 2014      | Держись, Чарли!                  | Зои                            | Эпизод: «Accepted»            |